# Lord's Cricket Ground
| Lord's Cricket Ground | Lord's Cricket Ground       |
| --------------------- | --------------------------- |
| Місто                 | Лондон, Велика Британія     |
| Місткість             | 28 000                      |
| Відкритий             | 1814                        |
| Подія                 | Літні Олімпійські ігри 2012 |

Lord's Cricket Ground (Лордс Крікет Ґраунд) — в основному відомий як Lord's, є стадіоном для крикету, а також спорудою літніх Олімпійських ігор 2012 у Лондоні.

Відкритий у 1814 році. Місткість стадіону становить 28 000 місць. Арена приймала стрільбу з лука.